# Vinsobres (wijn)
Vinsobres is een Franse rode wijn uit de Zuidelijke Rhône. 

## Kwaliteitsaanduiding
Vinsobres maakte deel uit van Côtes du Rhône Villages tot het in 2006 een eigen AOP-status kreeg. 

## Toegestane druivensoorten
- Rood: Grenache (72%), Syrah (18%).

## Gebied
Het gebied omvat slechts zo'n 8 km op de heuvel van Vinsobres in de Drôme Provençal. 

## Terroir
- Bodem: De bodem is zeer divers en verandert met de hoogte.
- Klimaat: Er heerst een voornamelijk Mediterraan klimaat met relatief veel zon, maar soms ook met heftige stormen.

## Opbrengst en productie
- Areaal is 441 ha
- Opbrengst is gemiddeld 28 hl/ha
- Productie bedraagt 12.393 hl waarvan 42% geëxporteerd wordt

## Bron
- Rhône wines